# Jørgen Fleischer
Jørgen „Juuluaraq“ Pele Jens Fleischer (* 28. Juni 1924 in Ikerasak; † 27. Juni 2012 in Nuuk) war ein grönländischer Journalist und Schriftsteller.

## Leben
Jørgen Fleischer wurde in Ikerasak als Sohn des Udstedsverwalters Hans Johan Mathias Fleischer (1899–1968) und seiner Frau Nathalie Augustine Pauline Fencker (1905–?) geboren. Sein Schwager war der Bischof Kristian Mørch (1930–2017). Am 20. Februar 1955 heiratete er die Dolmetscherin Margrethe Wassmann (1930–1995).
Er besuchte von 1938 bis 1940 die Efterskole in Aasiaat und anschließend Grønlands Seminarium in Nuuk, das er 1944 abschloss. In seiner Jugend erkrankte er schwer an Tuberkulose, aber erholte sich. Nach seiner Lehrerausbildung schlug er eine journalistische Karriere ein und arbeitete ab 1952 bei der Atuagagdliutit/Grønlandsposten, zog aber im Folgejahr nach Dänemark, wo er in der Vestkysten schrieb, ein weiteres Jahr später im Kristeligt Dagblad, 1955 bei Danmarks Radio tätig war und ein Jahr später bei Dagens Nyheder. Nach einem weiteren Jahr kehrte er 1957 nach Grönland zurück und arbeitete bei Grønlands Radio und erneut bei der Atuagagdliutit/Grønlandsposten. Dort wurde er 1960 Redaktionssekretär und 1962 Chefredakteur, was er bis 1987 blieb. 1958 gründete er zusammen mit Peter Kreutzmann die Sermitsiaq, die sich vom Nuuker Lokalblatt zur landesweiten Zeitung entwickelte. Auch dort war er Chefredakteur.
Jørgen Fleischer saß in mehreren Verwaltungsräten von Vereinigungen und war Vorsitzender der Vereinigung für Grönländische Volkskunst von 1963 bis 1970. Er war aktiv als Autor von Büchern, Artikeln, Chroniken, Biografien und Novellen in Zeitungen. Für sein Buch Seredaaq allallu / Seredaaq og de andre wurde er 2000 für den Literaturpreis des Nordischen Rates nominiert. Er erhielt 1987 den grönländischen Weihnachtsbriefmarkenpreis, 2004 den grönländischen Kulturpreis, war Ritter des Dannebrogordens, seit dem 21. Juni 1996 Träger des Nersornaat in Gold. Er starb 2012 im Krankenhaus in Nuuk einen Tag vor seinem 88. Geburtstag.

## Werke (Auswahl)
- 1959: Kâle
- 1960: Knud Rasmussen
- 1980: Et grønlandsk blad Atuagagdliutit 120 år / Avîserput Atuagagdliutit ukiune 120-ne
- 1983: Nunaĸarfingmiut / Udsteder
- 1985: Angalasarnerit / Rejser
- 1988: Jonathan Motzfeldt 50 år (mit Hansepâjuk Gabrielsen)
- 1988: Nâpítagkat
- 1993: Kalaallit Nunaata Julemærkea / Det Grønlandske Julemærke 1974–1993
- 1993: Anaanat Illuat – Egmontgården. 25. 1968–93
- 1994: Ukkusissat 1794–1994 (mit Jørgen Petersen, Hans Løvstrøm und Hans Zeeb)
- 1997: Kanukoka 1972–1997
- 1997: Forvandlingens år – Grønland fra koloni til landsdel
- 1998: Seredaaq allallu / Seredaaq og de andre
- 1999: Jooruaraq "Lumumba"
- 2000: Glimt – af mennesker og steder i Grønland
- 2001: Politiit Kalaallit Nunaanni ukiuni 50-ini / Politiet i Grønland 50 år
- 2003: Grønlands historie – kort fortalt
- 2010: Seks år i tuberkulosens lænker